# Once Upon a Snowman
Once Upon a Snowman (bra/prt: Era Uma Vez um Boneco de Neve) é um curta-metragem de fantasia musical americano de 2020 produzido pela Walt Disney Animation Studios lançado no Disney+ em 23 de outubro de 2020. Once Upon a Snowman faz parte da franquia Frozen e acontece durante os eventos de Frozen (2013). O curta conta a história do que aconteceu com Olaf logo depois que ele foi criado por Elsa, antes de conhecer Anna, Kristoff e Sven.

## Elenco
- Josh Gad como Olaf
- Kristen Bell como Anna (arquivo de áudio do primeiro filme)
  - Livvy Stubenrauch como Jovem Anna (arquivo de áudio do primeiro filme)
- Idina Menzel como Elsa (arquivo de áudio do primeiro filme)
  - Eva Bella como Jovem Elsa (arquivo de áudio do primeiro filme)
- Jonathan Groff como Kristoff (arquivo de áudio do primeiro filme)
- Chris Williams como Oaken
- Frank Welker como Sven

## Lista de faixas
1. "Let It Go" de Idina Menzel
2. "Reindeer(s) Are Better Than People" de Jonathan Groff
3. "In Summer de Josh Gad
4. "Do You Want to Build a Snowman?" de Kristen Bell & Idina Menzel

## Recepção
A Common Sense Media classificou o filme com 5 de 5 estrelas. Os pais precisam saber: "A história é voltada para os espectadores que viram o filme original; sem esse contexto, pouco de como ele reformula cenas familiares do ponto de vista de Olaf fará sentido. A jornada de Olaf é muito perigosa, [...] mas o seu eventual sucesso afirma o valor da perseverança e da autodescoberta e consciência".